# Sel del Manzano
Sel del Manzano es una localidad del municipio de Luena (Cantabria, España). En el año 2024 contaba con una población de 35 habitantes (INE). La localidad se encuentra a 736 metros de altitud sobre el nivel del mar, y a 6,5 kilómetros de la capital municipal, San Miguel de Luena.
- Datos: Q6124016
- Multimedia: Sel del Manzano / Q6124016